# Best of Bee Gees (EP1)

## Közreműködők
- Barry Gibb – ének, gitár
- Maurice Gibb – ének,  gitár, zongora, basszusgitár
- Colin Petersen – dob
- stúdiózenészek
- Vince Melouney – gitár (Indian Gin and Whiskey Dry, Let There Be Love)

## A lemez dalai
- I Started a Joke  (Barry, Robin és Maurice Gibb) (1968), mono 3:03 , ének: Robin Gibb
- I’ve Gotta Get a Message to You  (Barry, Robin és Maurice Gibb) (1968), mono 2:59 , ének: Barry Gibb, Robin Gibb
- To Love Somebody (Barry és Robin Gibb) (1967), mono 3:00, ének: Barry Gibb
- Massachusetts  (Barry, Robin és Maurice Gibb) (1967), mono 2:19, ének: Barry Gibb, Robin Gibb